# Девід Мартін (футболіст, 1986)
Девід Едвард Мартін (англ. David Edward Martin, нар. 22 січня 1986, Лондон) — англійський професійний футболіст, воротар та тренер воротарів клубу «Мілтон-Кінз Донз». Він виступав за збірні Англії до 17, до 19 та до 20 років.

## Клубна кар'єра
Народився 22 січня 1986 року в Лондоні в родині захисника «Вест Гем Юнайтед» і збірної Англії Елвіна Мартіна. Вихованець юнацьких команд столичних футбольних клубів «Тоттенгем Готспур», «Вест Гем Юнайтед» та «Вімблдон».
У дорослому футболі дебютував 2003 року виступами за команду «Вімблдон» у другому англійському дивізіоні, в якій провів один сезон, взявши участь у 2 матчах чемпіонату. Наступного року клуб переїхав до Мілтон-Кінз і продовжив виступи як «Мілтон-Кінз Донз».
2006 року молодого голкіпера запросив до своїх лав «Ліверпуль», проте за наступні 4,5 роки перебування на контракті із цим клубом жодної офіційної гри за його команду Мартін не провів. Натомість воротар на умовах оренди грав за команди третього і четвертого дивізіонів англійського футболу «Аккрінгтон Стенлі», «Лестер Сіті», «Транмер Роверз» та «Дербі Каунті».
Врешті-решт влітку 2010 року гравець остаточно залишив «Ліверпуль» і повернувся до рідного «Мілтон-Кінс Донс», в якому був основним голкіпером протягом семи сезонів, які команда здебільшого проводила у третій англійській ліги. Оголосив, що залишає команду після сезону 2016/17, відігравши за неї після повернення понад 300 матчів в усіх турнірах.
Протягом 2017—2019 років захищав кольори друголігового «Міллволла», в якому був резервним голкіпером. 3 червня 2019 року досвідчений воротар приєднався до «Вест Гем Юнайтед», де став третім голкіпером після поляка Лукаша Фабіанського та іспанця Роберто. Попри це 30 листопада 2019 року у віці 33 років Мартін дебютував в англійській Прем'єр-лізі, вийшовши у стартовому складі на гру проти «Челсі», яку Фабіанський пропускав через травму, і в якій «Вест Гем» здобув перемогу 1:0. Загалом до переривання сезону 2019/20 у березні 2020 року через пандемію коронавірусу Мартін встиг взяти участь у п'яти іграх елітного дивізіону Англії.

## Виступи за збірні
2003 року дебютував у складі юнацької збірної Англії (U-17), загалом на юнацькому рівні взяв участь у 18 іграх за команди різних вікових категорій.